# Novaja Pasjkava
Novaja Pasjkava (vitryska: Новае Пашкава, ryska: Новое Пашково) är en by i Belarus.   Den ligger i voblasten Mahiljoŭs voblast, i den nordöstra delen av landet, 180 km öster om huvudstaden Minsk. Novaja Pasjkava ligger 183 meter över havet och antalet invånare är 663.

## Natur och klimat
Terrängen runt Novaja Pasjkava är platt. Runt Novaja Pasjkava är det ganska tätbefolkat, med 192 invånare per kvadratkilometer.. Närmaste större samhälle är Mahiljoŭ, 7,6 km sydost om Novaja Pasjkava.
Trakten runt Novaja Pasjkava består till största delen av jordbruksmark.